# Top 100 du British Film Institute

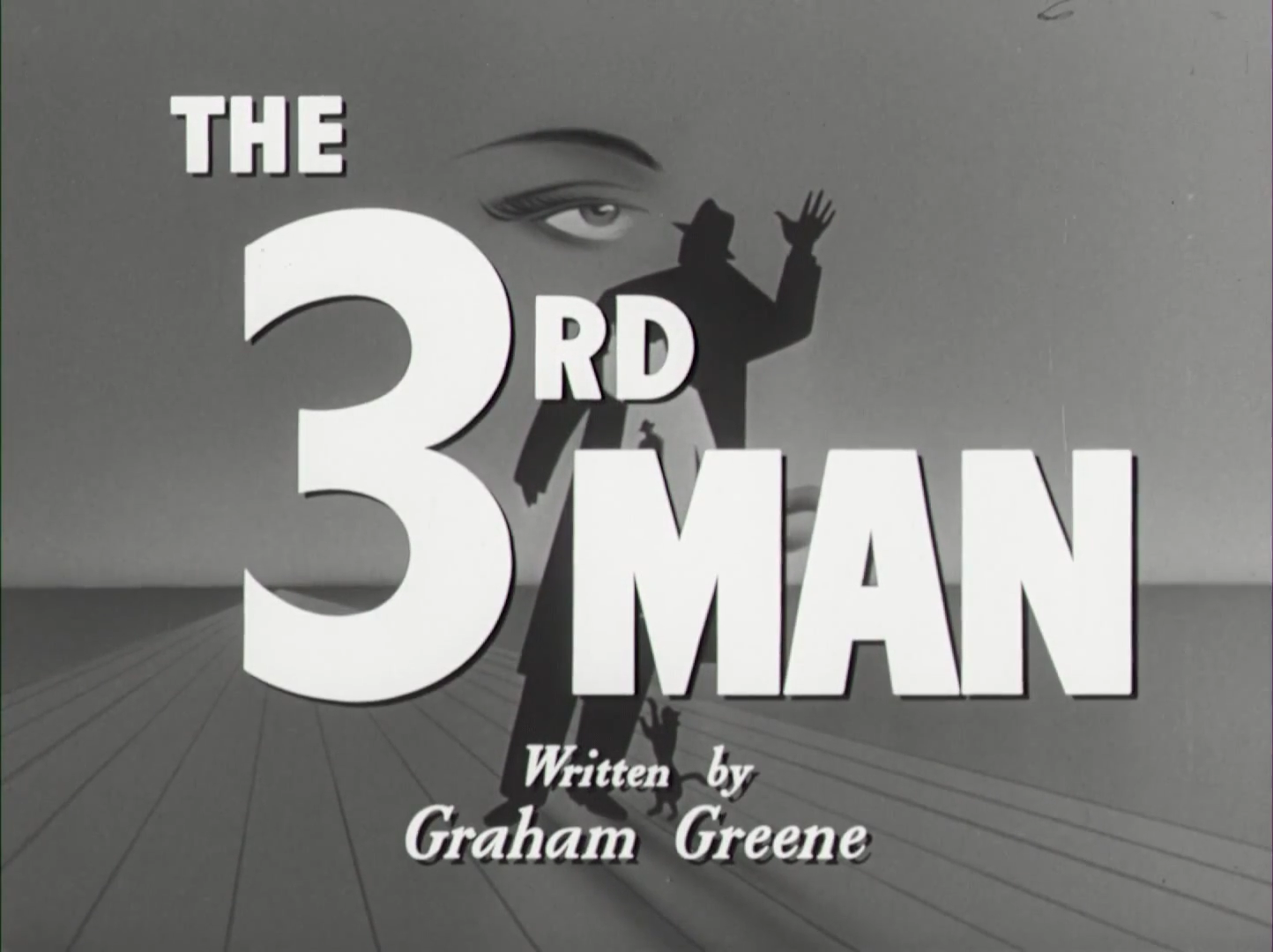
Instantané de la bande-annonce du film britannique Le Troisième Homme, 1er du classement BFI.

Le Top 100 du British Film Institute est un classement des cent meilleurs films britanniques du XXe siècle établi par le British Film Institute en 1999, et renouvelé en 2012. C'est une compilation des votes de mille personnalités de l'industrie cinématographique du pays.
David Lean est le réalisateur le plus reconnu avec sept films, dont trois classés parmi les cinq premiers de la liste : Ceux qui servent en mer (1942), Brève Rencontre (1945), Les Grandes Espérances (1946), Oliver Twist (1948), Le Pont de la rivière Kwaï (1957), Lawrence d'Arabie (1962) et Le Docteur Jivago (1965).
Alec Guinness est l'acteur le plus reconnu avec neuf films : Les Grandes Espérances (1946), Oliver Twist (1948), Noblesse oblige (1949), De l'or en barres (1951), L'Homme au complet blanc (1951), Tueurs de dames (1955), Le Pont de la rivière Kwaï (1957), Lawrence d'Arabie (1962) et Le Docteur Jivago (1965).
Julie Christie est l'actrice la plus reconnue avec six films : Billy le menteur (1963), Darling (1965), Le Docteur Jivago (1965), Loin de la foule déchaînée (1967), Le Messager (1971) et Ne vous retournez pas (1973).
Les 39 Marches (1935) est le film le plus ancien et Shakespeare in Love (1998) le plus récent.

## Top 100 de 1999
| Rang | Titre                                 | Titre original                                             | Réalisateur(s)                       | Année |
| ---- | ------------------------------------- | ---------------------------------------------------------- | ------------------------------------ | ----- |
| 1    | Le Troisième homme                    | The Third Man                                              | Carol Reed                           | 1949  |
| 2    | Brève Rencontre                       | Brief Encounter                                            | David Lean                           | 1945  |
| 3    | Lawrence d'Arabie                     | Lawrence of Arabia                                         | David Lean                           | 1962  |
| 4    | Les 39 Marches                        | The 39 Steps                                               | Alfred Hitchcock                     | 1935  |
| 5    | Les Grandes Espérances                | Great Expectations                                         | David Lean                           | 1946  |
| 6    | Noblesse oblige                       | Kind Hearts and Coronets                                   | Robert Hamer                         | 1949  |
| 7    | Kes                                   |                                                            | Ken Loach                            | 1969  |
| 8    | Ne vous retournez pas                 | Don't Look Now                                             | Nicolas Roeg                         | 1973  |
| 9    | Les Chaussons rouges                  | The Red Shoes                                              | Michael Powell et Emeric Pressburger | 1948  |
| 10   | Trainspotting                         |                                                            | Danny Boyle                          | 1996  |
| 11   | Le Pont de la rivière Kwaï            | The Bridge on the River Kwai                               | David Lean                           | 1957  |
| 12   | If....                                |                                                            | Lindsay Anderson                     | 1968  |
| 13   | Tueurs de dames                       | The Ladykillers                                            | Alexander Mackendrick                | 1955  |
| 14   | Samedi soir, dimanche matin           | Saturday Night and Sunday Morning                          | Karel Reisz                          | 1960  |
| 15   | Le Gang des tueurs                    | Brighton Rock                                              | John Boulting                        | 1947  |
| 16   | La Loi du milieu                      | Get Carter                                                 | Mike Hodges                          | 1971  |
| 17   | De l'or en barre                      | The Lavender Hill Mob                                      | Charles Crichton                     | 1951  |
| 18   | Henry V                               | The Chronicle History of King Henry the Fifth              | Laurence Olivier                     | 1944  |
| 19   | Les Chariots de feu                   | Chariots of Fire                                           | Hugh Hudson                          | 1981  |
| 20   | Une question de vie ou de mort        | A Matter of Life and Death                                 | Michael Powell et Emeric Pressburger | 1946  |
| 21   | Du sang sur la Tamise                 | The Long Good Friday                                       | John Mackenzie                       | 1980  |
| 22   | The Servant                           |                                                            | Joseph Losey                         | 1963  |
| 23   | Quatre mariages et un enterrement     | Four Weddings and a Funeral                                | Mike Newell                          | 1994  |
| 24   | Whisky à gogo                         | Whisky Galore!                                             | Alexander Mackendrick                | 1949  |
| 25   | The Full Monty                        |                                                            | Peter Cattaneo                       | 1997  |
| 26   | The Crying Game                       |                                                            | Neil Jordan                          | 1992  |
| 27   | Le Docteur Jivago                     | Doctor Zhivago                                             | David Lean                           | 1965  |
| 28   | Monty Python : La Vie de Brian        | Monty Python's Life of Brian                               | Terry Jones                          | 1979  |
| 29   | Withnail et moi                       | Withnail and I                                             | Bruce Robinson                       | 1987  |
| 30   | Une fille pour Gregory                | Gregory's Girl                                             | Bill Forsyth                         | 1980  |
| 31   | Zoulou                                |                                                            | Cy Endfield                          | 1964  |
| 32   | Les Chemins de la haute ville         | Room at the Top                                            | Jack Clayton                         | 1958  |
| 33   | Alfie le dragueur                     | Alfie                                                      | Lewis Gilbert                        | 1966  |
| 34   | Gandhi                                |                                                            | Richard Attenborough                 | 1982  |
| 35   | Une femme disparaît                   | The Lady Vanishes                                          | Alfred Hitchcock                     | 1938  |
| 36   | L'or se barre                         | The Italian Job                                            | Peter Collinson                      | 1969  |
| 37   | Local Hero : Le Miracle écossais      | Local Hero                                                 | Bill Forsyth                         | 1983  |
| 38   | Les Commitments                       | The Commitments                                            | Alan Parker                          | 1991  |
| 39   | Un poisson nommé Wanda                | A Fish Called Wanda                                        | Charles Crichton                     | 1988  |
| 40   | Secrets et Mensonges                  | Secrets and Lies                                           | Mike Leigh                           | 1996  |
| 41   | James Bond 007 contre Dr No           | Dr. No                                                     | Terence Young                        | 1962  |
| 42   | La Folie du roi George                | The Madness of King George                                 | Nicholas Hytner                      | 1994  |
| 43   | Un homme pour l'éternité              | A Man for All Seasons                                      | Fred Zinnemann                       | 1966  |
| 44   | Le Narcisse noir                      | Black Narcissus                                            | Michael Powell et Emeric Pressburger | 1947  |
| 45   | Colonel Blimp                         | The Life and Death of Colonel Blimp                        | Michael Powell et Emeric Pressburger | 1943  |
| 46   | Oliver Twist                          |                                                            | David Lean                           | 1948  |
| 47   | Après moi le déluge                   | I’m All Right Jack                                         | John Boulting                        | 1959  |
| 48   | Performance                           |                                                            | Cammell, Roeg                        | 1970  |
| 49   | Shakespeare in Love                   |                                                            | John Madden                          | 1998  |
| 50   | My Beautiful Laundrette               |                                                            | Stephen Frears                       | 1985  |
| 51   | Tom Jones                             |                                                            | Tony Richardson                      | 1963  |
| 52   | Le Prix d'un homme                    | This Sporting Life                                         | Lindsay Anderson                     | 1963  |
| 53   | My Left Foot                          | My Left Foot: The Story of Christy Brown                   | Jim Sheridan                         | 1989  |
| 54   | Brazil                                |                                                            | Terry Gilliam                        | 1985  |
| 55   | Le Patient anglais                    | The English Patient                                        | Anthony Minghella                    | 1996  |
| 56   | Un goût de miel                       | A Taste of Honey                                           | Tony Richardson                      | 1961  |
| 57   | Le Messager                           | The Go-Between                                             | Joseph Losey                         | 1971  |
| 58   | L'Homme au complet blanc              | The Man in the White Suit                                  | Alexander Mackendrick                | 1951  |
| 59   | Ipcress, danger immédiat              | The Ipcress File                                           | Sidney J. Furie                      | 1965  |
| 60   | Blow-Up                               |                                                            | Michelangelo Antonioni               | 1966  |
| 61   | La Solitude du coureur de fond        | The Loneliness of the Long Distance Runner                 | Tony Richardson                      | 1962  |
| 62   | Raison et sentiments                  | Sense and Sensibility                                      | Ang Lee                              | 1995  |
| 63   | Passeport pour Pimlico                | Passport to Pimlico                                        | Henry Cornelius                      | 1949  |
| 64   | Les Vestiges du jour                  | The Remains of the Day                                     | James Ivory                          | 1993  |
| 65   | Un dimanche comme les autres          | Sunday Bloody Sunday                                       | John Schlesinger                     | 1971  |
| 66   | Les Enfants du rail                   | The Railway Children                                       | Lionel Jeffries                      | 1970  |
| 67   | Mona Lisa                             |                                                            | Neil Jordan                          | 1986  |
| 68   | Les Briseurs de barrages              | The Dam Busters                                            | Michael Anderson                     | 1955  |
| 69   | Hamlet                                |                                                            | Laurence Olivier                     | 1948  |
| 70   | Goldfinger                            |                                                            | Guy Hamilton                         | 1964  |
| 71   | Elizabeth                             |                                                            | Shekhar Kapur                        | 1998  |
| 72   | Au revoir Mr. Chips                   | Goodbye, Mr. Chips                                         | Sam Wood                             | 1939  |
| 73   | Chambre avec vue                      | A Room With a View                                         | James Ivory                          | 1985  |
| 74   | Chacal                                | The Day of the Jackal                                      | Fred Zinnemann                       | 1973  |
| 75   | La Mer cruelle                        | The Cruel Sea                                              | Charles Frend                        | 1953  |
| 76   | Billy le menteur                      | Billy Liar                                                 | John Schlesinger                     | 1963  |
| 77   | Oliver !                              | Oliver!                                                    | Carol Reed                           | 1968  |
| 78   | Le Voyeur                             | Peeping Tom                                                | Michael Powell                       | 1960  |
| 79   | Loin de la foule déchaînée            | Far from the Madding Crowd                                 | John Schlesinger                     | 1967  |
| 80   | Meurtre dans un jardin anglais        | The Draughtsman's Contract                                 | Peter Greenaway                      | 1982  |
| 81   | Orange mécanique                      | A Clockwork Orange                                         | Stanley Kubrick                      | 1971  |
| 82   | Distant Voices, Still Lives           |                                                            | Terence Davies                       | 1988  |
| 83   | Darling chérie                        | Darling                                                    | John Schlesinger                     | 1965  |
| 84   | L'Éducation de Rita                   | Educating Rita                                             | Lewis Gilbert                        | 1983  |
| 85   | Les Virtuoses                         | Brassed Off                                                | Mark Herman                          | 1996  |
| 86   | Geneviève                             | Genevieve                                                  | Henry Cornelius                      | 1953  |
| 87   | Love                                  | Women in Love                                              | Ken Russell                          | 1969  |
| 88   | Quatre Garçons dans le vent           | A Hard Day’s Night                                         | Richard Lester                       | 1964  |
| 89   | La Bataille du feu                    | Fires Were Started                                         | Humphrey Jennings                    | 1943  |
| 90   | Hope and Glory : La Guerre à sept ans | Hope and Glory                                             | John Boorman                         | 1987  |
| 91   | My Name Is Joe                        |                                                            | Ken Loach                            | 1998  |
| 92   | Ceux qui servent en mer               | In Which We Serve                                          | David Lean                           | 1942  |
| 93   | Caravaggio                            |                                                            | Derek Jarman                         | 1986  |
| 94   | Les Belles de Saint-Trinian           | The Belles of St. Trinian's                                | Frank Launder                        | 1954  |
| 95   | Life Is Sweet                         |                                                            | Mike Leigh                           | 1990  |
| 96   | Le Dieu d'osier                       | The Wicker Man                                             | Robin Hardy                          | 1973  |
| 97   | Ne pas avaler                         | Nil by Mouth                                               | Gary Oldman                          | 1997  |
| 98   | Small Faces                           |                                                            | Gillies MacKinnon                    | 1995  |
| 99   | Carry On... Up the Khyber             | Carry On... Up the Khyber or The British Position in India | Gerald Thomas                        | 1968  |
| 100  | La Déchirure                          | The Killing Fields                                         | Roland Joffé                         | 1984  |